# George Chester Robinson Wagoner
George Chester Robinson Wagoner (* 3. September 1863 in Cincinnati, Ohio; † 27. April 1946 in St. Louis, Missouri) war ein US-amerikanischer Politiker. Im Februar und März 1903 vertrat er für wenige Tage den Bundesstaat Missouri im US-Repräsentantenhaus.

## Werdegang
George Wagoner besuchte die öffentlichen Schulen seiner Heimat und danach das Beaumont Hospital Medical College in St. Louis. Danach wurde er als Beerdigungsunternehmer tätig. In dieser Eigenschaft leitete er die Firma Wagoner Undertaking Co. Außerdem war er im Vorstand der Firma H. H. Wagoner Realty Co.
Politisch war Wagoner Mitglied der Republikanischen Partei. Im Jahr 1902 kam es nach einer Wahlanfechtung im zwölften Kongresswahlbezirk von Missouri zu Nachwahlen. Dabei wurde der 1900 gewählte James Joseph Butler erneut bestätigt. Sein Gegenkandidat war George Wagoner, der gegen das Ergebnis Einspruch einlegte. Als diesem stattgegeben wurde, konnte er sein Mandat zwischen dem 26. Februar und dem 3. März 1903 ausüben. Nach seinem Ausscheiden aus dem US-Repräsentantenhaus setzte Wagoner seine früheren geschäftlichen Tätigkeiten fort. Politisch ist er nicht mehr in Erscheinung getreten. Er starb am 27. April 1946 in St. Louis.